# Wagner Nándor

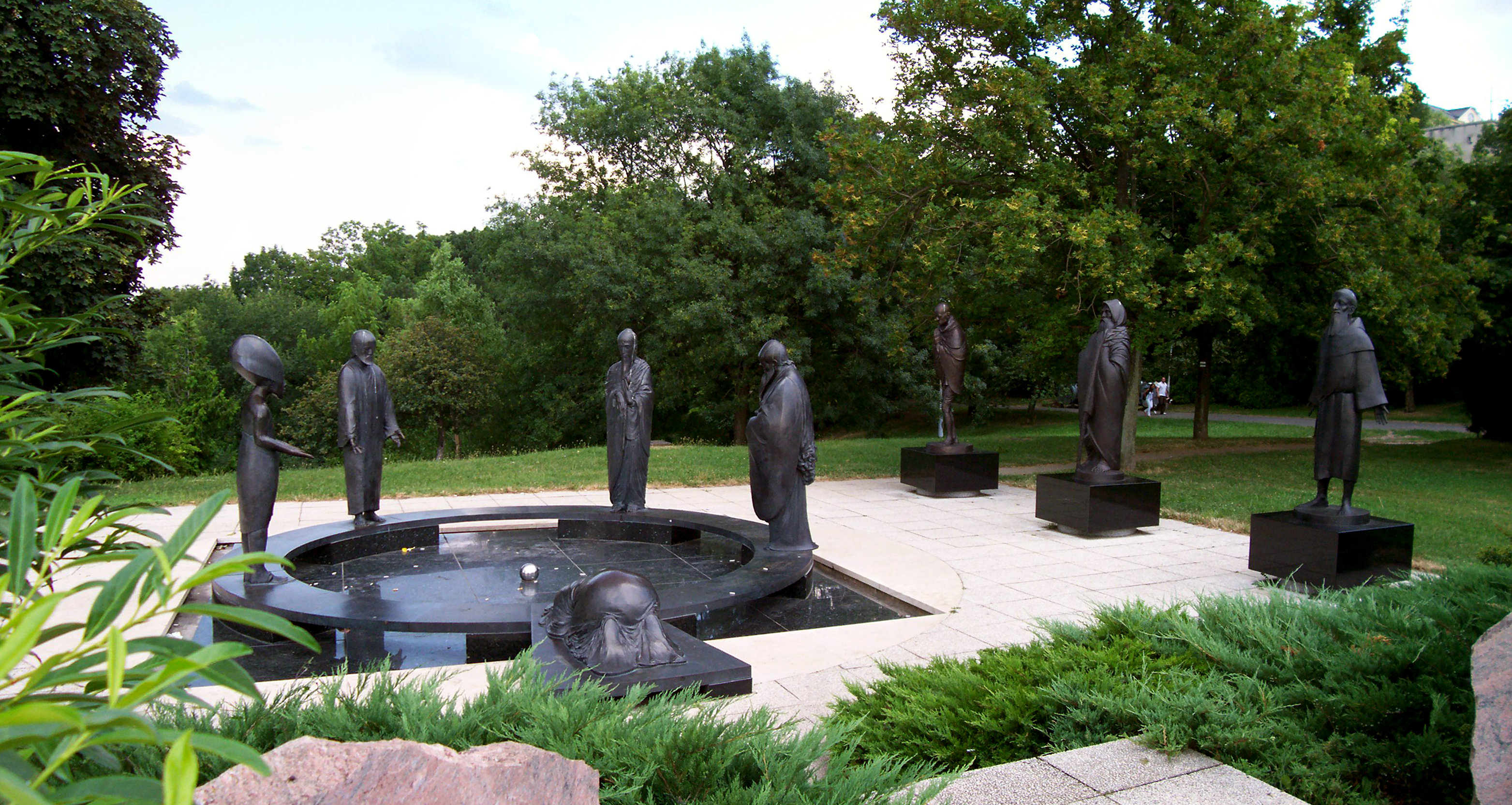
A Filozófiai kert szoborcsoport a Gellért-hegyen

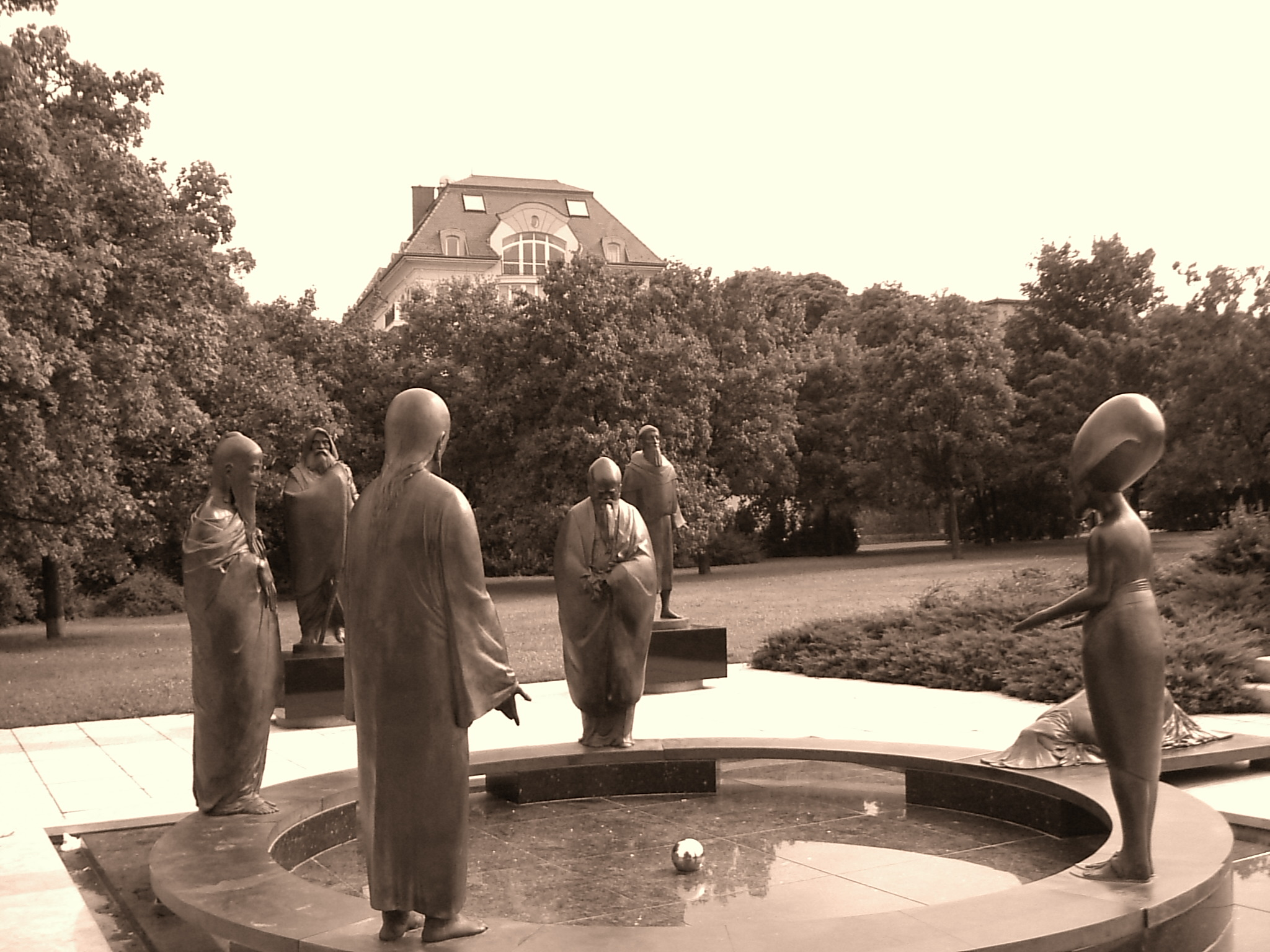
Buddha, Bodhidharma, Jézus, Lao-ce, Assisi Szent Ferenc, Ehnaton, Ábrahám (takarva)

Ábrahám (bal oldalon), Ehnaton, Jézus, Buddha, Lao-ce, háttérben Hammurapi, Shotoku herceg és Justinianus

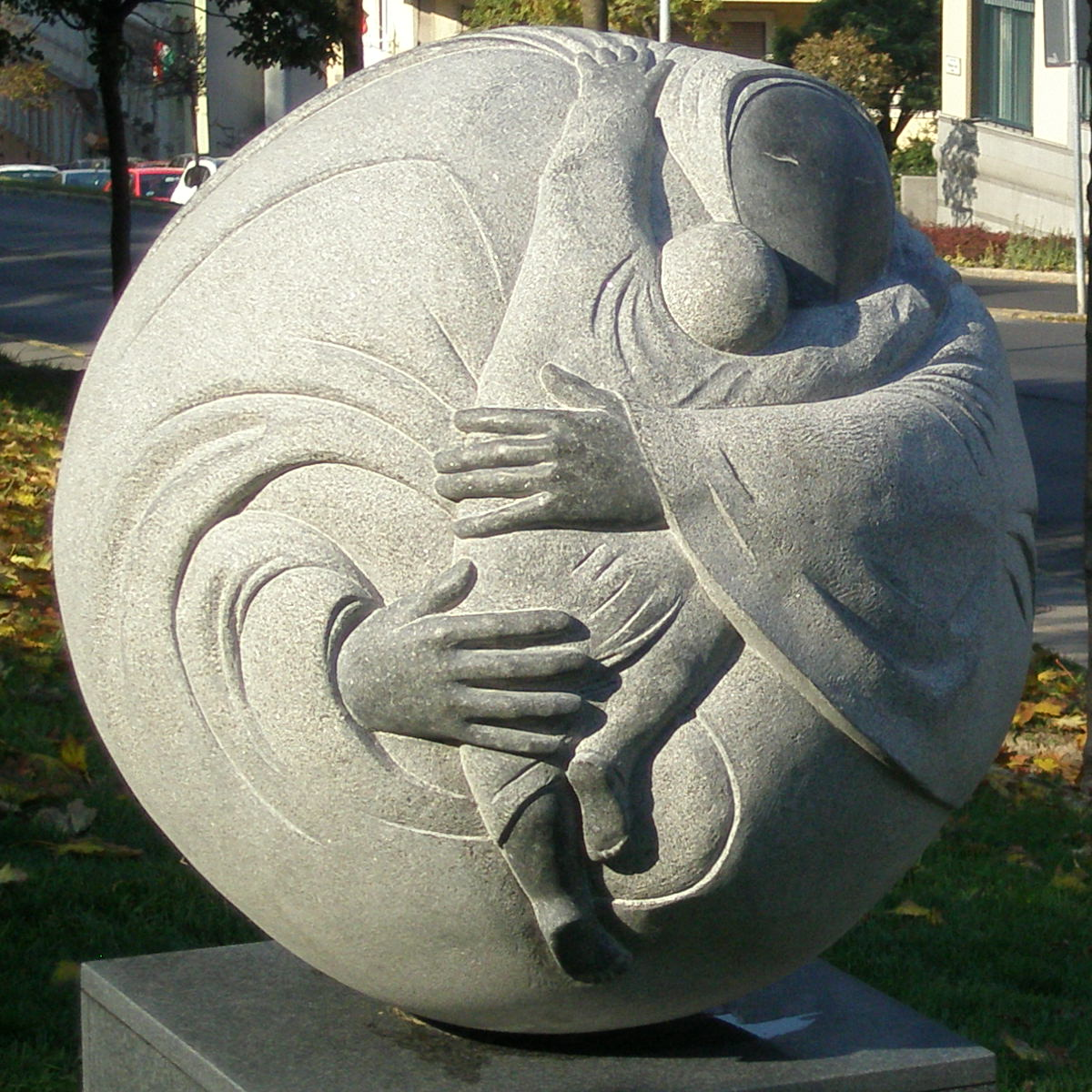
Földanya, az Academia Humana Alapítvány ajándéka (Budapest I. ker. Ostrom utca és Lovas utca sarka)

Wagner Nándor (Nagyvárad, 1922. október 7. – Moka, Japán, 1997. november 15.) magyar szobrász, festő, alkotótevékenysége három országhoz kötötte: Magyarországhoz, Svédországhoz és Japánhoz.

## Életútja

### Magyarország
Iskoláit Nagyváradon végezte, majd a budapesti Képzőművészeti Főiskolán szobrászatot és festészetet tanult. 1946-ban Budapestre költözött, az Ybl Bazárban kialakított műtermében alkotott. 1950-ben megbízást kapott a székesfehérvári István Király Múzeum új állandó kiállításának megrendezésére. A Rózsadombra tervezett gömb-kápolnába 1951-1952 között készítette Corpus Hungaricum című szobrát, melyet csak a művész halála után, 1999. október 6-án állították fel Székesfehérváron az evangélikus templom melletti téren.
1954-ben az Országos Képzőművészeti Kiállításon még kiállították József Attila-szobrát, amely azonban rövid idő után "süllyesztőbe" került; 2005. május 1-jén pedig a művész szülővárosában, Nagyváradon állították fel.
1955-ben állították fel Sztálinvárosban a Dózsa György téren Vízhordó leány nyolc békával címmel a szökőkút kőszobrát, alumíniumból öntött békákkal. Miután az 1956-os forradalom során beválasztották a Képzőművészek Szövetsége Forradalmi Bizottságába, a forradalom leverése után elhagyta az országot. Itthon maradt műveit barátai, tanítványai a székesfehérvári István Király Múzeum raktárába menekítették.

### Svédország
1957-ben Svédországban telepedett le, és felvette a svéd állampolgárságot. A lundi egyetemen tanított rajzot. Új technológiákat dolgozott ki acélból készült szobrok zsugorodási problémáira, ötvözte a papírvésés és a festészet technikáját, valamint kifejlesztett egy, a fényenergia újszerű felhasználásán alapuló lámpatípust. Svédországi munkásságát nyolc köztéri szobor őrzi: 
- 1963: Lund Északi temető, Angyal, a második világháború lengyel áldozatainak és menekültjeinek emlékműve, öntött krómacél.
- 1963: Alingsås, Domus Áruház, A gyermek a középpontban, rézlemez dombormű
- 1964: Oskarshamn, Forum, Zsonglőr (Pierrot), öntött krómacél
- 1964: Gävle, Valand-ház, Táncoló gyerekek, öntött krómacél. 1995-ben a szobor magángyűjteménybe került.
- 1965: Eslöv, Városi Kórház, Csendes szökőkút, fekete gránit. Áthelyezésre került, és ma Eskönben a Löberöd általános iskola udvarán látható
- 1965: Tranås, Falkberg negyed,  Madár, öntött krómacél
- 1966: Eslöv, Bryggereit negyed, Lúd, öntött krómacél
- 1969: Oskarshamn, Városi Kórház, Fény és árnyék, beton

Szintén itt készült Menekülés Egyiptomba című grafikája, melynek lenyomatai bevételéből egy gyülekezeti otthon megvásárlását támogatták.

### Japán
1967-ben második feleségével, Akiyama Chiyo képzőművésznővel Japánba költözött, és felvette a japán állampolgárságot. Itt alkotta meg Selyem Út-sorozatát, melynek jövedelméből megalapította a Tao Intézetet, fiatal művészek támogatása céljából. A Narita repülőtér közelében levő szálloda előtt felállították az Utazók védőszentje című szobrát.

Szintén Japánban alkotta legismertebb művét a Filozófiai kertet (angolul: Garden of Philosophy). Elképzelése szerint ennek három példányát Budapestnek, New Yorknak és Tokiónak akarta ajándékozni. A szoborcsoport tagjait a világvallások reprezentánsait ábrázolják; Ábrahám, Ehnaton, Jézus, Buddha, Lao-ce egy körív öt pontján, valamint Assisi Szent Ferenc, Bódhidharma, Gandhi, egy, a körhöz kapcsolódó egyenlő oldalú háromszög oldalán helyezkednek el. Wagner Nándor halála előtt a szoborcsoport felállításáról sikerült Budapesttel megállapodnia, és azt a Gellért-hegyen avatták fel 2001. október 18-án. Wagner szerint a világvallások alapítóinak és küldötteinek a szellemi üzenete nem e vallások különbözősége, hanem az, ami összeköti őket. Ezért is került Európa szívébe, Közép-Európába: „Mi vagyunk a kapcsolópont Kelet és Nyugat között.” A szoborcsoportot 2006. október 16-ról 17-re virradó éjszaka megrongálták, szétfűrészelték; helyreállítására 2010 júliusában került sor. A szoborcsoport tizenegy alakos változatát 2009. december 4-én avatták fel a magyar–japán diplomáciai kapcsolatok felvételének 140. és újrafelvételének 50. évfordulóján a Tokió Nakano kerületében található Filozófiai Parkban.
Szintén Tokióban található Hammurapi, Justinianus és az első japán alkotmány megteremtőjének, Shotoku hercegnek a szobra.
Szapporo Marujama parkjában 2010. november 18-án avatták fel Földanya című szobrát, amely az anyai szeretet ábrázolása. A szobor avatása a 2012. október 7-én történt a Budai Várban.
1997. november 15-én hunyt el Moka városában. Sírja fölött a Reinkarnáció szobra áll, melyet még Svédországban készített, onnan vitette át Japánba.

## Idézet
„Az én működésem itt is a magyarság hitelképességére törekszik. Én hiszek a munkám fontosságában. Biztos vagyok abban, hogy a hazám javát szolgáltam munkámmal. Széchenyi István útján kell járni, ha élni akar a Nemzet! Annyi szenvedésből és megalázó ostobaságból kiútra van szükség! Hiszem, hogy munkám egy kis lépés ebben az irányban.” (Wagner Nándor)

## Emlékezete
2022 novemberétől, születésének 100. évfordulója alkalmából, a budapesti Műcsarnokban nagyszabású kiállítással emlékeztek meg Wagner Nándorról.